# Jenny Enodd
Jenny Enodd, née le 25 mars 1996 à Budal, est une biathlète norvégienne.

## Biographie
Elle remporte la médaille de bronze de la poursuite aux championnats d'Europe de biathlon 2022 à Arber derrière Alina Stremous et Janina Hettich. Lors de ces championnats, elle remporte aussi la médaille d'or en relais mixte avec Erlend Bjøntegaard, Johannes Dale et Ragnhild Femsteinevik.
Lors de la saison 2023-2024 de l'IBU Cup, elle remporte la victoire le 10 décembre 2023 sur le sprint à Sjusjøen.
Elle termine deuxième du classement général de cette saison IBU Cup 2023-2024 derrière Océane Michelon.

## Palmarès

### IBU Cup
- Deuxième du classement général  en 2024.
- 6 podiums individuels, dont une victoire.

 Dernière mise à jour le 22 mars 2024 

#### Podiums individuels en IBU Cup
| Podiums individuels en IBU Cup | Podiums individuels en IBU Cup | Podiums individuels en IBU Cup | Podiums individuels en IBU Cup | Podiums individuels en IBU Cup | Podiums individuels en IBU Cup |
| n°                             | Saison                         | Date                           | Lieu                           | Épreuve                        | Résultat                       |
| ------------------------------ | ------------------------------ | ------------------------------ | ------------------------------ | ------------------------------ | ------------------------------ |
| 1                              | 2021-2022                      | 15-02-2022                     | Brezno-Osrblie                 | Poursuite 10 km                | Médaille de bronze             |
| 2                              | 2021-2022                      | 29-01-2022                     | Arber (Ch Europe)              | Poursuite 10 km                | Médaille de bronze, Europe     |
| 3                              | 2021-2022                      | 06-03-2022                     | Lenzerheide                    | Mass-Start 60 12 km            | Médaille d'argent              |
| 4                              | 2023-2024                      | 08-12-2023                     | Idre Fjäll                     | Sprint 7,5 km                  | Médaille d'argent              |
| 5                              | 2023-2024                      | 10-12-2023                     | Idre Fjäll                     | Poursuite 10 km                | Médaille d'or                  |
| 6                              | 2023-2024                      | 27-01-2024                     | Sjusjøen                       | Mass-Start 60 12 km            | Médaille d'argent              |

### Championnats d'Europe
| Édition \ Épreuve        | Individuel | Sprint | Poursuite                  | Relais mixte          |
| ------------------------ | ---------- | ------ | -------------------------- | --------------------- |
| Ridnaun-Val Ridanna 2018 | 36e        | 48e    | 38e                        | —                     |
| Minsk 2019               | 42e        | 13e    | 25e                        | 5e                    |
| Minsk 2020               | —          | 51e    | 42e                        | —                     |
| Arber 2022               | 31e        | 13e    | Médaille de bronze, Europe | Médaille d'or, Europe |
| Lenzerheide 2023         | 43e        | —      | —                          | —                     |
| Brezno-Osrblie 2024      | 29e        | 5e     | 27e                        | —                     |

Légende :
- : première place, médaille d'or
- : troisième place, médaille de bronze
- — : non disputée par Jenny Enodd